# 水道橋站
水道橋站（日语：／ Suidōbashi eki */?）是位於日本東京都千代田區三崎町二丁目，屬於東日本旅客鐵道（JR東日本）與文京區後樂一丁目，屬於東京都交通局（都營地下鐵）的鐵路車站。

## 历史
站名來自於神田上水引導水道的橋。
- 1906年（明治39年）
  - 9月24日：甲武鐵道水道橋站開業[1]。

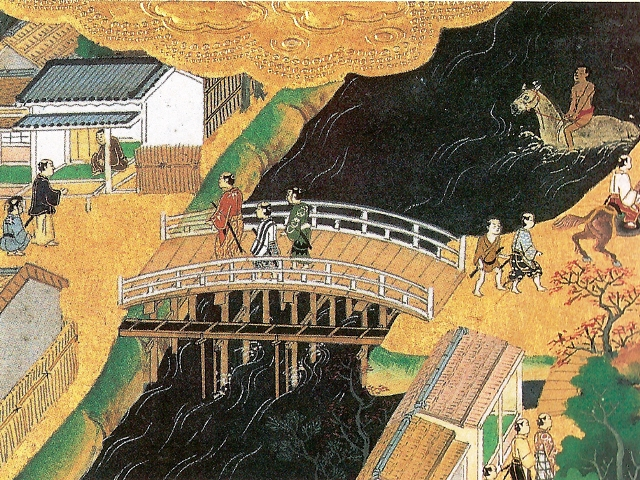
『江戶圖屏風』描繪的江戶時代初期水道橋。橋下為水道

  - 10月1日：甲武鐵道國有化，成為官設鐵道車站。
- 1909年（明治42年）10月12日：制定線路名稱，本站屬中央東線（1911年起改為中央本線）。
- 1949年（昭和24年）6月1日：日本國有鐵道成立。
- 1972年（昭和47年）6月30日：都營地下鐵6號線水道橋站開業。
- 1978年（昭和53年）7月1日：都營地下鐵6號線改稱都營地下鐵三田線。
- 1987年（昭和62年）4月1日：國鐵分割民營化，本站由JR東日本接手管理。
- 2001年（平成13年）11月18日：JR東日本的智能卡系統Suica正式投入服務。
- 2006年（平成18年）7月4日：JR東日本站區的發車鈴聲改為讀賣巨人隊的打氣歌。該隊以車站附近的東京巨蛋為主場。
- 2007年（平成19年）3月18日：東京地下鐵、東京都交通局共同使用的智能卡系統PASMO正式投入服務。
- 2015年（平成27年）4月1日：東京都交通局站務委託給東京都營交通協力會（日语：東京都営交通協力会）。

## 車站
JR東日本車站（東口）與東京都交通局車站（A2出入口）距離達100公尺以上。

### JR東日本
本站是相對式月台2面2線的高架站，有東口、西口2個剪票口。中央快速線通過月台南側，之間有牆壁分隔。月台御茶之水側設有投幣式置物櫃。千葉方向月台的電扶梯在2015年12月16日因踏板破損而停止使用，目前尚未開放。
綠色窗口設於東口，而指定席售票機則東口、西口皆有設置。
| 月台 | 路線                    | 方向 | 目的地                     |
| ---- | ----------------------- | ---- | -------------------------- |
| 1    | 中央·總武線（各站停車） | 西行 | 新宿、中野、三鷹方向       |
| 2    | 中央·總武線（各站停車） | 東行 | 御茶之水、秋葉原、千葉方向 |

（來源：JR東日本:車站構內圖 （页面存档备份，存于））
- 進站廣播後會加上「往東京方向請在御茶之水站轉乘。」。
- 本站也是前往東京巨蛋城的最近站之一，因此在舉行活動時站內人潮十分擁擠。
- 為紀念開業100周年，2006年7月4日起將發車音樂改為日本職棒讀賣巨人加油歌《注入鬥魂》（闘魂こめて）。1號線採用副歌部分，2號線採用開頭部分。原先預定使用至該年球季結束為止，但之後持續使用至今。
- 1977年9月3日，為了紀念王貞治創下756支全壘打世界記錄，本站發售紀念入場券。入場券上有王的金雞獨立打法繪圖與簽名。當時本站也發售包含入場券（當時60日圓）與本站至青梅乘車券（當時440日圓）的500日圓套票，僅五個半小時便銷售一空，在之後追加之下共賣出超過20萬組，銷售額突破1億日圓，創下紀念入場券組數新記錄。另外，該入場券在隔年1978年入選「第1回紀念票大賞」國鐵部門第4位。
- 西口與東口剪票口外皆設有商店NewDays。過去東口剪票口內設有KIOSK與NEWDAYS MINI，但前者在2000年代中期撤出，後者因2010年電梯設置工程關閉。KIOSK用地後來曾開設廣田洋菓子（日语：洋菓子のヒロタ）與東京Karen，現皆已撤店。西口剪票口外的KIOSK也因改建工程於2016年關閉。2號線雖曾開設KIOSK，但因2007年JR東日本首都圈店員不足影響而停止營業，之後撤除。
- 御茶之水側有剪式橫渡線，供總武緩行線終停御茶之水站末班車夜間留置與列車緊急折返使用。

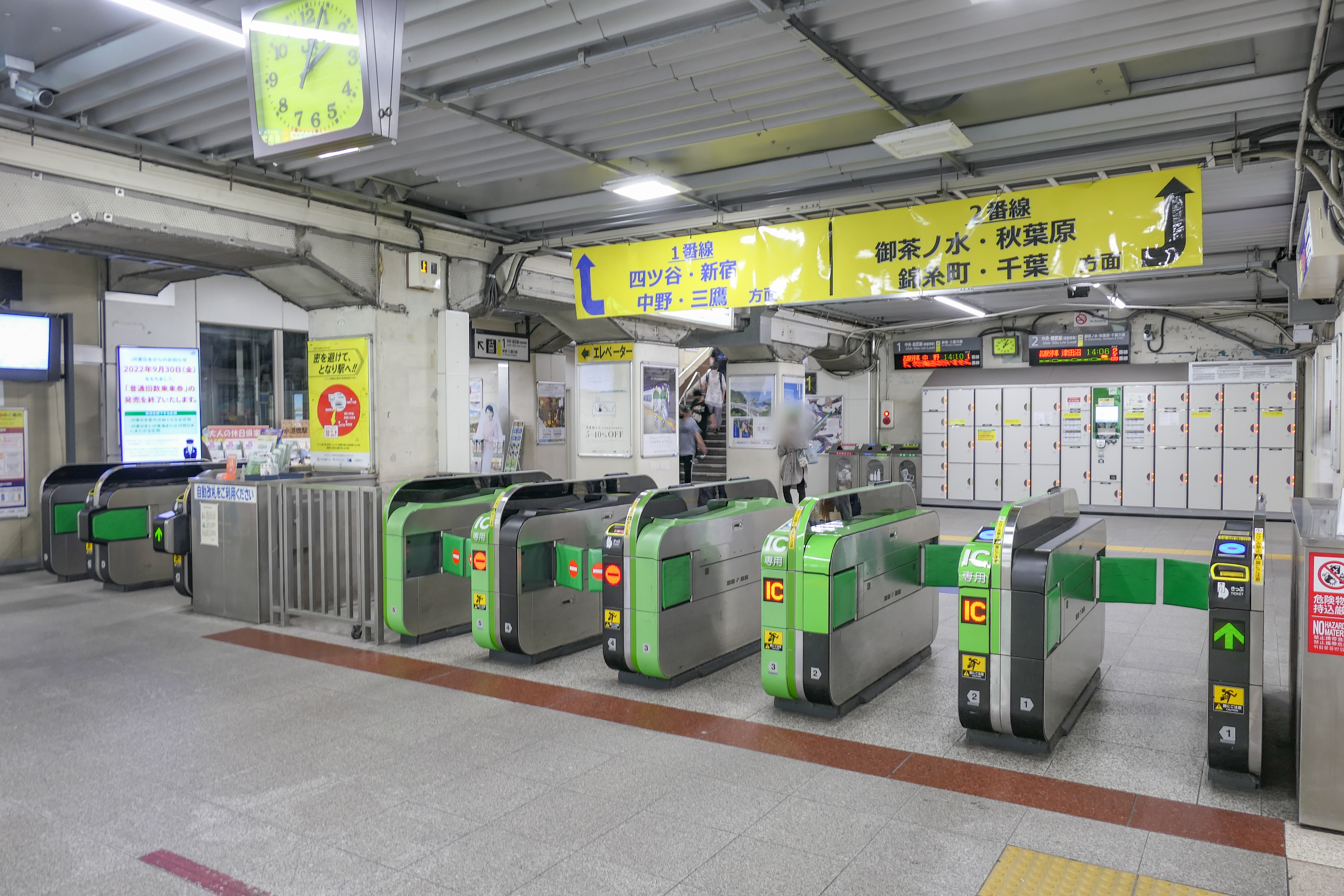
東口閘口（2022年8月）
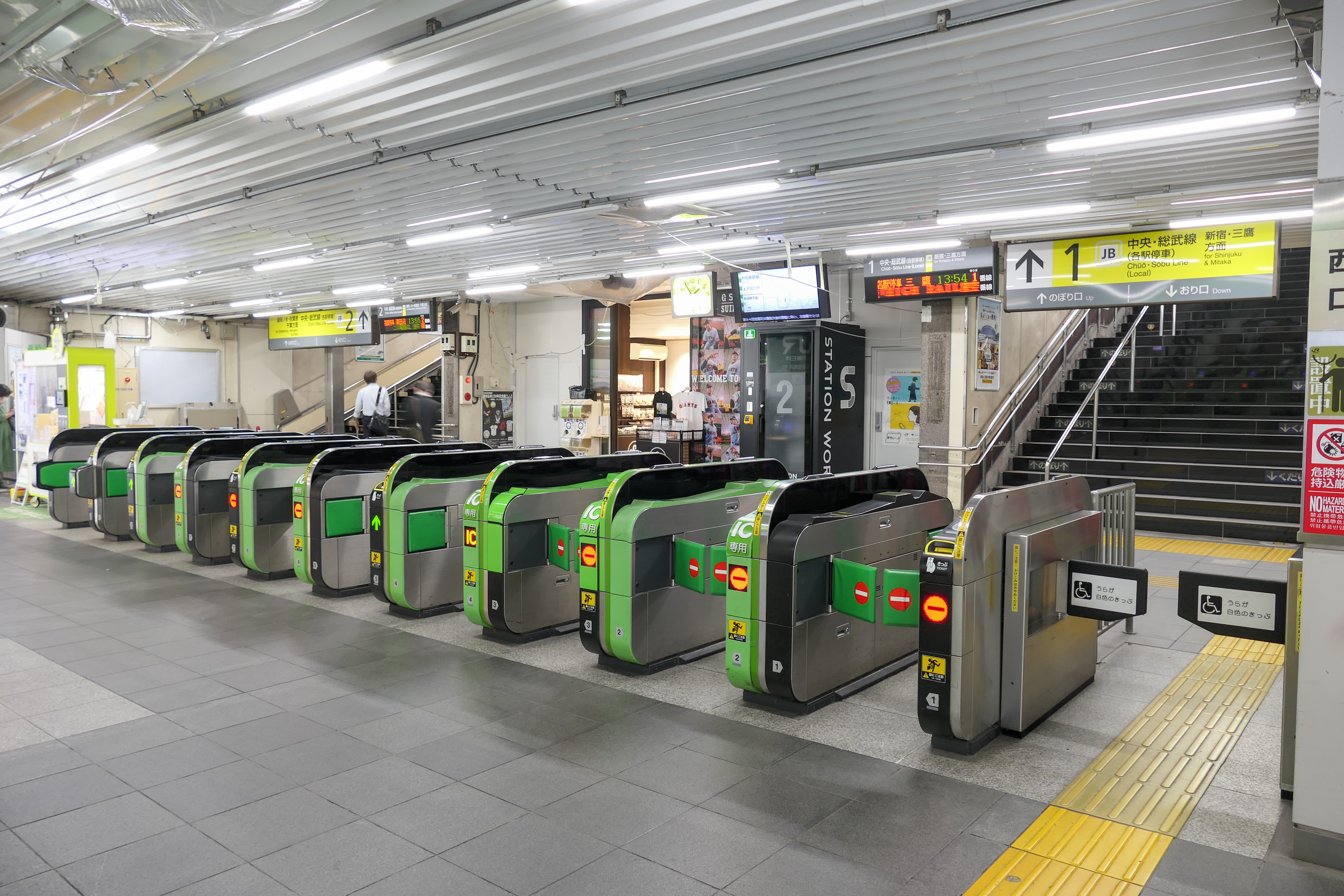
西口閘口（2022年8月）
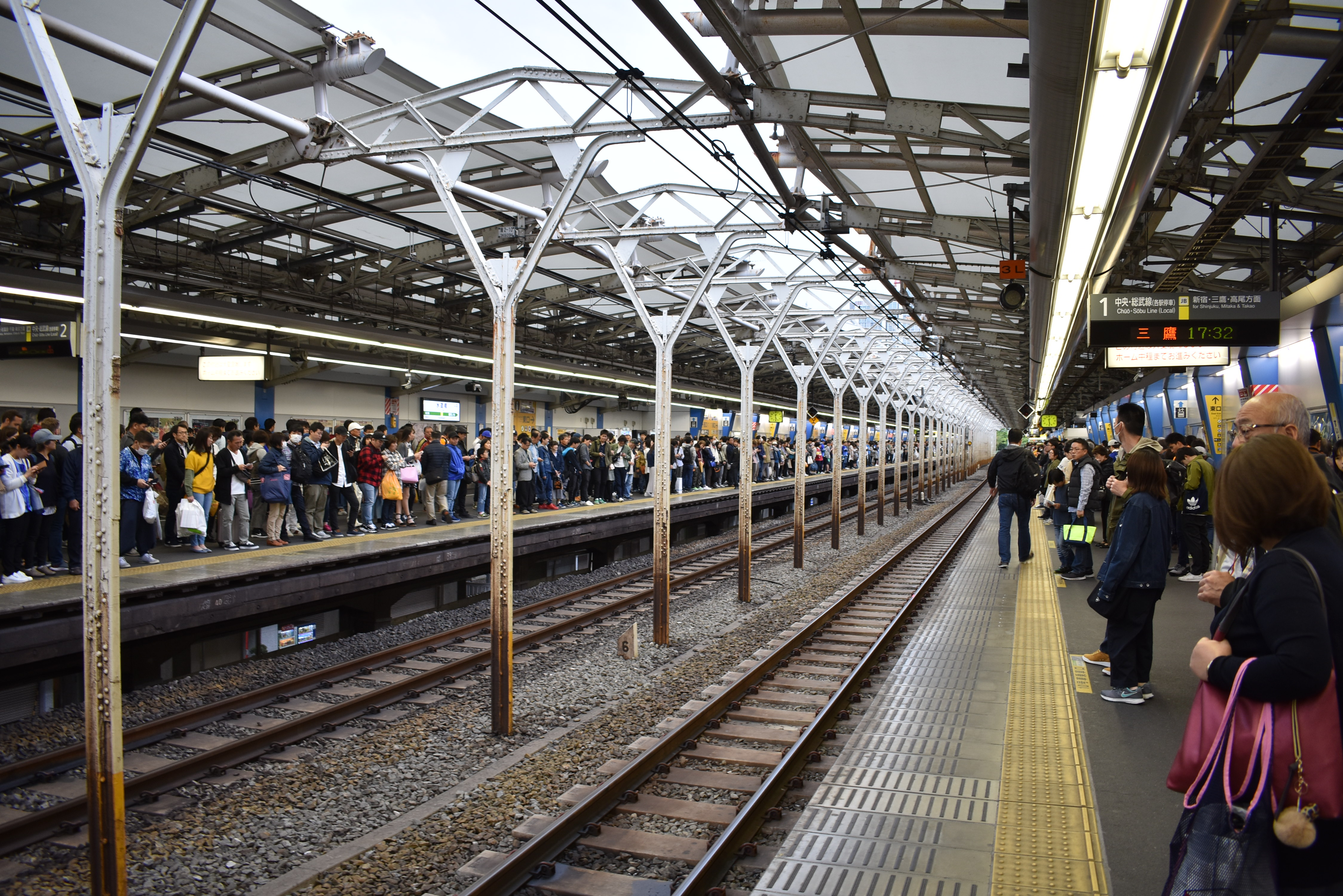
東京巨蛋活動後的擁擠（2019年4月）
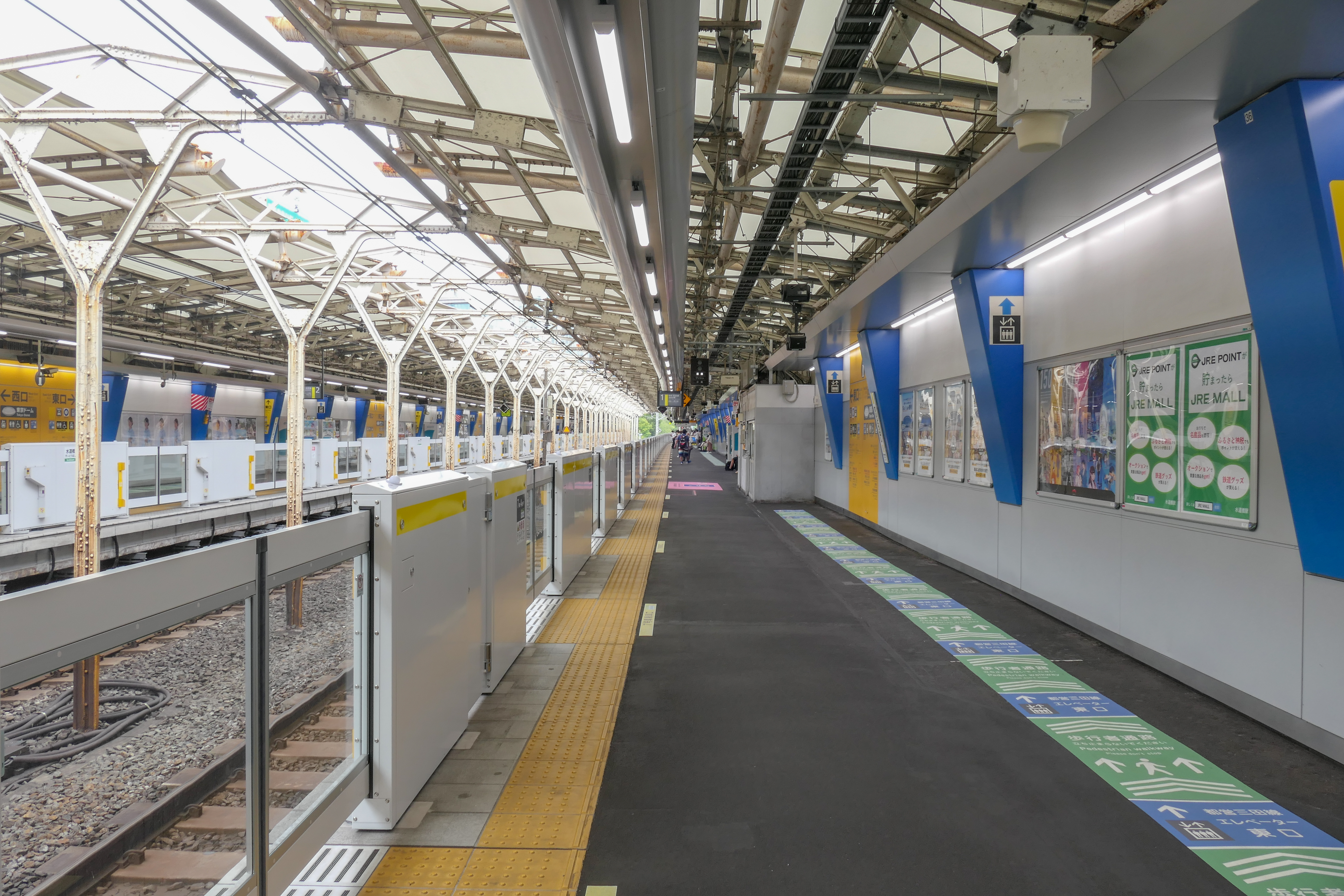
1號月台（2022年8月）
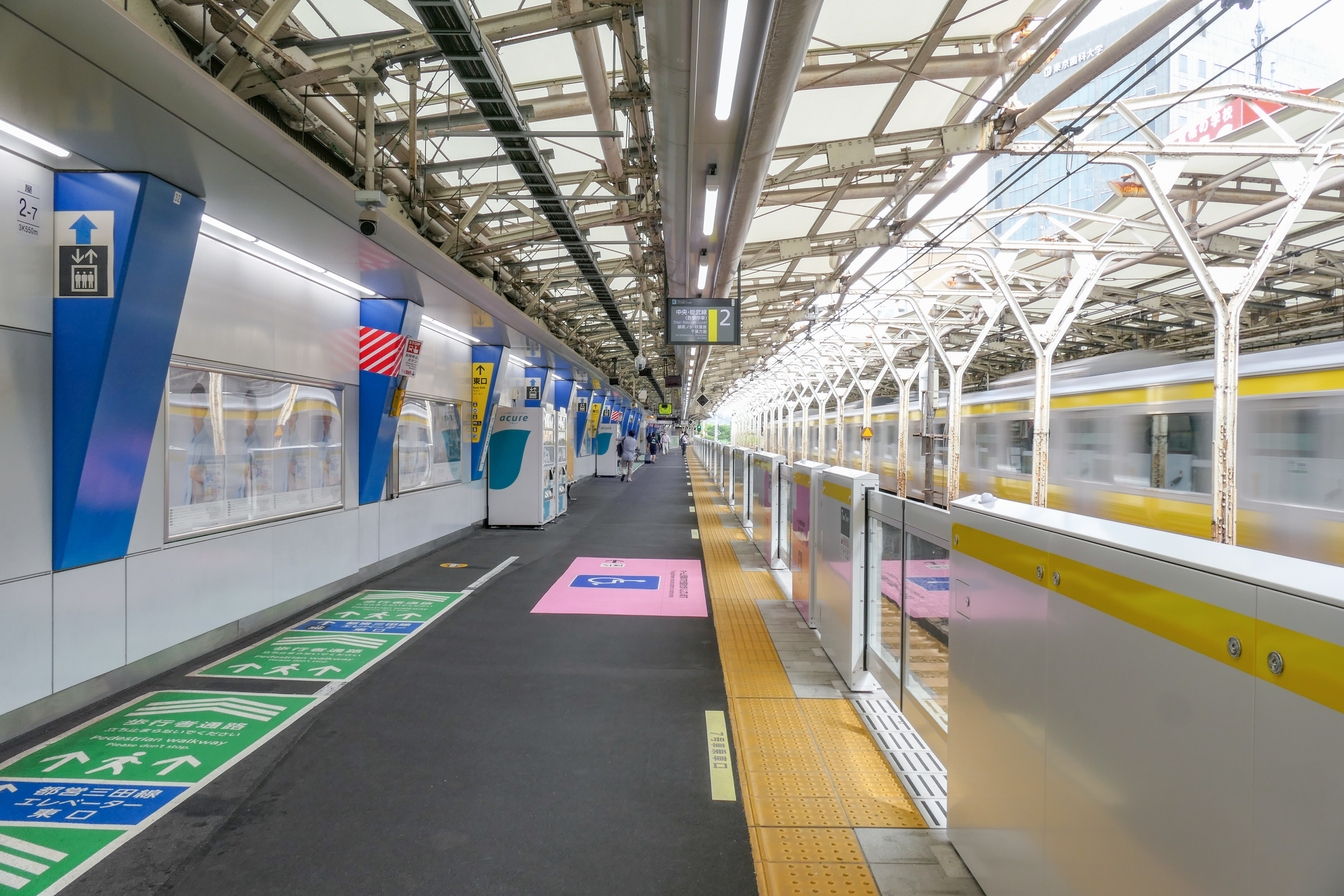
2號月台（2022年8月）

### 東京都交通局
為島式月台1面2線的地下站。
站務在2015年4月1日起委託給東京都營交通協力會（站務區相關業務除外）。
本站原為日比谷站務管理所水道橋站務區，管理大手町站 - 千石站間，2016年4月1日起東京都交通局改為站管區制，本站成為日比谷站管區被管理站。

### 月台配置
| 月台 | 路線   | 目的地                             | 備註                  |
| ---- | ------ | ---------------------------------- | --------------------- |
| 1    | 三田線 | 日比谷、白金高輪、目黑、目黑線方向 | 目黑站直通 東急目黑線 |
| 2    | 三田線 | 巢鴨、高島平、西高島平方向         |                       |

（來源：都營地下鐵:車站構內圖 （页面存档备份，存于））

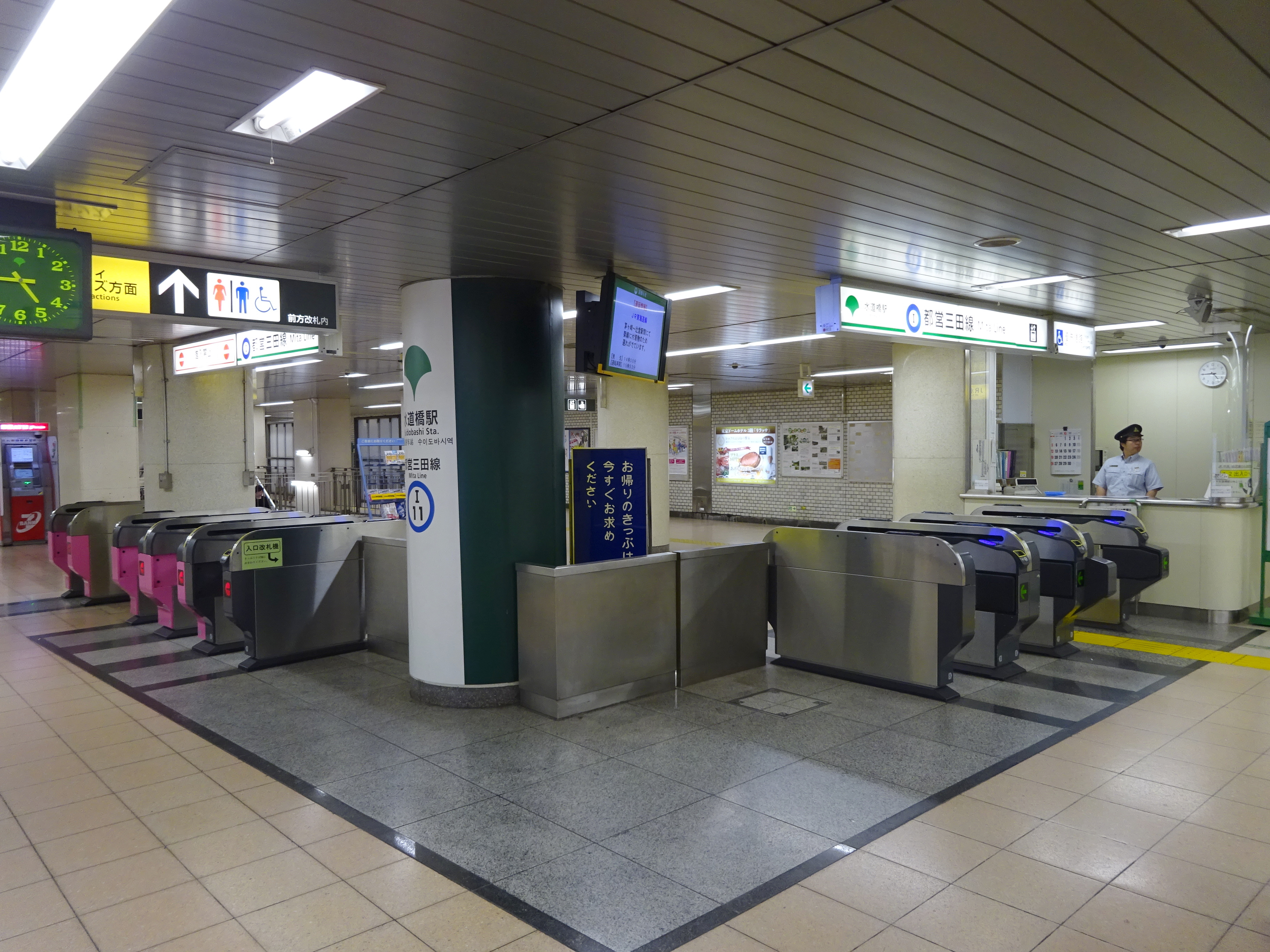
剪票口（2016年6月2日）
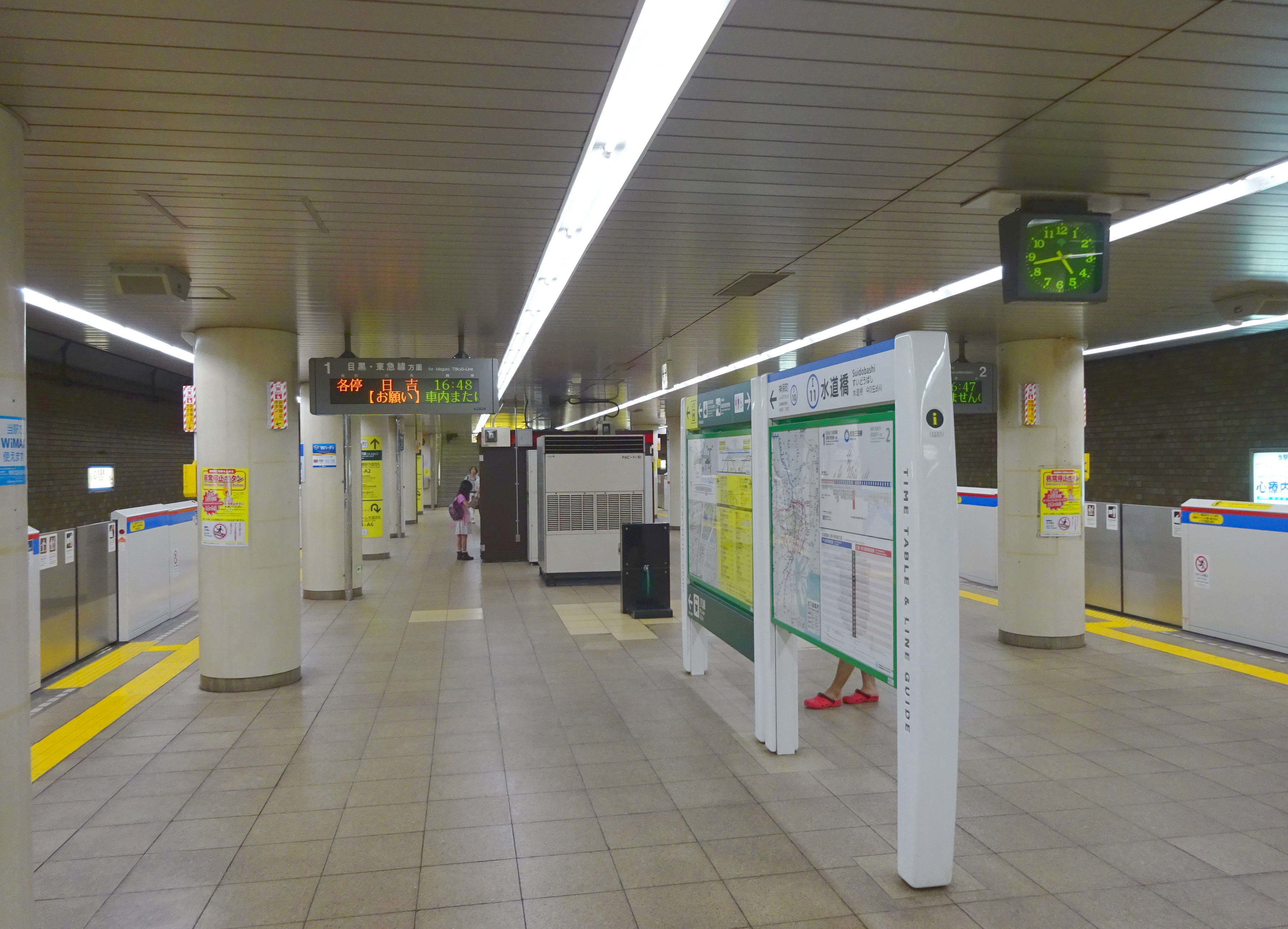
月台（2016年6月2日）

## 利用狀況
- JR東日本 - 2019年度1日平均上車人次為81,623人[使用人數 1]。
JR東日本內第54位。
- 都營地下鐵 - 2017年度1日平均上下車人次為48,084人（上車人次：23,723人、下車人次：24,361人）[使用人數 2]。

### 各年度1日平均上下車人次
各年度1日平均上下車人次如下表（JR除外）。
| 年度               | 都營地下鐵         | 都營地下鐵 |
| 年度               | 1日平均 上下車人次 | 增長率     |
| ------------------ | ------------------ | ---------- |
| 1974年（昭和49年） | 42,338             |            |
| 1975年（昭和50年） | 42,644             | 0.7%       |
| 1976年（昭和51年） | 48,870             | 14.6%      |
| 1977年（昭和52年） | 49,390             | 1.1%       |
| 1978年（昭和53年） | 46,731             | −5.4%      |
| 1979年（昭和54年） | 45,888             | −1.8%      |
| 1980年（昭和55年） | 42,173             | −8.1%      |
| 1981年（昭和56年） | 40,437             | −4.1%      |
| 1982年（昭和57年） | 39,780             | −1.6%      |
| 1983年（昭和58年） | 39,733             | −0.1%      |
| 1984年（昭和59年） | 32,030             |            |
| 1985年（昭和60年） | 39,379             |            |
| 1986年（昭和61年） | 39,053             | −0.8%      |
| 1987年（昭和62年） | 40,346             | 3.3%       |
| 1988年（昭和63年） | 46,525             | 15.3%      |
| 1989年（平成元年） | 45,600             | −2.0%      |
| 1990年（平成02年） | 46,395             | 1.7%       |
| 1991年（平成03年） | 47,141             | 1.6%       |
| 1992年（平成04年） | 47,522             | 0.8%       |
| 1993年（平成05年） | 47,990             | 1.0%       |
| 1994年（平成06年） | 47,987             | 0.0%       |
| 1995年（平成07年） |                    |            |
| 1996年（平成08年） | 36,267             |            |
| 1997年（平成09年） | 43,314             |            |
| 1998年（平成10年） | 42,199             | −2.6%      |
| 1999年（平成11年） | 32,257             |            |
| 2000年（平成12年） | 40,235             |            |
| 2001年（平成13年） | 35,500             |            |
| 2002年（平成14年） | 38,739             |            |
| 2003年（平成15年） | 38,421             | −0.8%      |
| 2004年（平成16年） | 38,025             | −1.0%      |
| 2005年（平成17年） | 38,564             | 1.4%       |
| 2006年（平成18年） | 39,178             | 1.6%       |
| 2007年（平成19年） | 41,362             | 5.6%       |
| 2008年（平成20年） | 43,164             | 4.4%       |
| 2009年（平成21年） | 43,281             | 0.3%       |
| 2010年（平成22年） | 41,836             | −3.3%      |
| 2011年（平成23年） | 40,591             | −3.0%      |
| 2012年（平成24年） | 42,743             | 5.3%       |
| 2013年（平成25年） | 44,074             | 3.1%       |
| 2014年（平成26年） | 44,540             | 1.1%       |
| 2015年（平成27年） | 45,690             | 2.6%       |
| 2016年（平成28年） | 46,667             | 2.1%       |
| 2017年（平成29年） | 48,084             | 3.0%       |
| 2018年（平成30年） | 48,493             | 0.9%       |

### 各年度1日平均上車人次（1900年代－1930年代）
各年度1日平均上車人次如下表。
| 年度               | 甲武鐵道 / 國鐵 | 來源              |
| ------------------ | --------------- | ----------------- |
| 1906年（明治39年） | [ 備考 1 ]      |                   |
| 1907年（明治40年） | 588             | [ 東京府統計 1 ]  |
| 1908年（明治41年） | 857             | [ 東京府統計 2 ]  |
| 1909年（明治42年） | 1,010           | [ 東京府統計 3 ]  |
| 1911年（明治44年） | 1,403           | [ 東京府統計 4 ]  |
| 1912年（大正元年） | 1,593           | [ 東京府統計 5 ]  |
| 1913年（大正02年） | 1,551           | [ 東京府統計 6 ]  |
| 1914年（大正03年） | 1,416           | [ 東京府統計 7 ]  |
| 1915年（大正04年） | 1,133           | [ 東京府統計 8 ]  |
| 1916年（大正05年） | 1,533           | [ 東京府統計 9 ]  |
| 1919年（大正08年） | 3,938           | [ 東京府統計 10 ] |
| 1920年（大正09年） | 6,652           | [ 東京府統計 11 ] |
| 1922年（大正11年） | 2,790           | [ 東京府統計 12 ] |
| 1923年（大正12年） | 10,416          | [ 東京府統計 13 ] |
| 1924年（大正13年） | 11,538          | [ 東京府統計 14 ] |
| 1925年（大正14年） | 12,880          | [ 東京府統計 15 ] |
| 1926年（昭和元年） | 14,734          | [ 東京府統計 16 ] |
| 1927年（昭和02年） | 15,475          | [ 東京府統計 17 ] |
| 1928年（昭和03年） | 16,746          | [ 東京府統計 18 ] |
| 1929年（昭和04年） | 19,418          | [ 東京府統計 19 ] |
| 1930年（昭和05年） | 19,133          | [ 東京府統計 20 ] |
| 1931年（昭和06年） | 18,009          | [ 東京府統計 21 ] |
| 1932年（昭和07年） | 18,823          | [ 東京府統計 22 ] |
| 1933年（昭和08年） | 20,537          | [ 東京府統計 23 ] |
| 1934年（昭和09年） | 22,050          | [ 東京府統計 24 ] |
| 1935年（昭和10年） | 22,684          | [ 東京府統計 25 ] |

### 各年度1日平均上車人次（1953年－2000年）
| 年度               | 國鐵 / JR東日本 | 都營地下鐵 | 來源              |
| ------------------ | --------------- | ---------- | ----------------- |
| 1953年（昭和28年） | 54,733          | 未開業     | [ 東京都統計 1 ]  |
| 1954年（昭和29年） | 57,870          | 未開業     | [ 東京都統計 2 ]  |
| 1955年（昭和30年） | 63,084          | 未開業     | [ 東京都統計 3 ]  |
| 1956年（昭和31年） | 70,262          | 未開業     | [ 東京都統計 4 ]  |
| 1957年（昭和32年） | 71,609          | 未開業     | [ 東京都統計 5 ]  |
| 1958年（昭和33年） | 75,414          | 未開業     | [ 東京都統計 6 ]  |
| 1959年（昭和34年） | 76,264          | 未開業     | [ 東京都統計 7 ]  |
| 1960年（昭和35年） | 80,590          | 未開業     | [ 東京都統計 8 ]  |
| 1961年（昭和36年） | 82,867          | 未開業     | [ 東京都統計 9 ]  |
| 1962年（昭和37年） | 92,484          | 未開業     | [ 東京都統計 10 ] |
| 1963年（昭和38年） | 99,512          | 未開業     | [ 東京都統計 11 ] |
| 1964年（昭和39年） | 102,625         | 未開業     | [ 東京都統計 12 ] |
| 1965年（昭和40年） | 103,820         | 未開業     | [ 東京都統計 13 ] |
| 1966年（昭和41年） | 106,701         | 未開業     | [ 東京都統計 14 ] |
| 1967年（昭和42年） | 107,299         | 未開業     | [ 東京都統計 15 ] |
| 1968年（昭和43年） | 107,748         | 未開業     | [ 東京都統計 16 ] |
| 1969年（昭和44年） | 91,910          | 未開業     | [ 東京都統計 17 ] |
| 1970年（昭和45年） | 88,838          | 未開業     | [ 東京都統計 18 ] |
| 1971年（昭和46年） | 85,596          | 未開業     | [ 東京都統計 19 ] |
| 1972年（昭和47年） | 83,866          | 9,808      | [ 東京都統計 20 ] |
| 1973年（昭和48年） | 90,140          | 17,756     | [ 東京都統計 21 ] |
| 1974年（昭和49年） | 96,890          | 20,427     | [ 東京都統計 22 ] |
| 1975年（昭和50年） | 95,943          | 21,863     | [ 東京都統計 23 ] |
| 1976年（昭和51年） | 99,482          | 23,819     | [ 東京都統計 24 ] |
| 1977年（昭和52年） | 100,003         | 24,644     | [ 東京都統計 25 ] |
| 1978年（昭和53年） | 99,652          | 24,132     | [ 東京都統計 26 ] |
| 1979年（昭和54年） | 99,522          | 23,783     | [ 東京都統計 27 ] |
| 1980年（昭和55年） | 90,967          | 22,040     | [ 東京都統計 28 ] |
| 1981年（昭和56年） | 87,466          | 21,006     | [ 東京都統計 29 ] |
| 1982年（昭和57年） | 83,830          | 20,562     | [ 東京都統計 30 ] |
| 1983年（昭和58年） | 81,713          | 20,526     | [ 東京都統計 31 ] |
| 1984年（昭和59年） | 82,732          | 20,811     | [ 東京都統計 32 ] |
| 1985年（昭和60年） | 82,044          | 20,430     | [ 東京都統計 33 ] |
| 1986年（昭和61年） | 83,430          | 20,333     | [ 東京都統計 34 ] |
| 1987年（昭和62年） | 86,090          | 21,157     | [ 東京都統計 35 ] |
| 1988年（昭和63年） | 95,244          | 22,641     | [ 東京都統計 36 ] |
| 1989年（平成元年） | 93,759          | 23,031     | [ 東京都統計 37 ] |
| 1990年（平成02年） | 97,997          | 23,669     | [ 東京都統計 38 ] |
| 1991年（平成03年） | 101,399         | 24,494     | [ 東京都統計 39 ] |
| 1992年（平成04年） | 103,397         | 24,692     | [ 東京都統計 40 ] |
| 1993年（平成05年） | 103,592         | 24,964     | [ 東京都統計 41 ] |
| 1994年（平成06年） | 101,570         | 24,875     | [ 東京都統計 42 ] |
| 1995年（平成07年） | 99,238          | 23,984     | [ 東京都統計 43 ] |
| 1996年（平成08年） | 97,321          | 22,732     | [ 東京都統計 44 ] |
| 1997年（平成09年） | 94,031          | 22,025     | [ 東京都統計 45 ] |
| 1998年（平成10年） | 92,923          | 21,831     | [ 東京都統計 46 ] |
| 1999年（平成11年） | 90,774          | 20,814     | [ 東京都統計 47 ] |
| 2000年（平成12年） | 89,320          | 20,662     | [ 東京都統計 48 ] |

### 各年度1日平均上車人次（2001年以後）
| 年度               | JR東日本 | 都營地下鐵 | 來源              |
| ------------------ | -------- | ---------- | ----------------- |
| 2001年（平成13年） | 86,599   | 20,178     | [ 東京都統計 49 ] |
| 2002年（平成14年） | 85,564   | 20,001     | [ 東京都統計 50 ] |
| 2003年（平成15年） | 87,238   | 19,639     | [ 東京都統計 51 ] |
| 2004年（平成16年） | 86,519   | 19,472     | [ 東京都統計 52 ] |
| 2005年（平成17年） | 87,040   | 19,661     | [ 東京都統計 53 ] |
| 2006年（平成18年） | 86,980   | 19,965     | [ 東京都統計 54 ] |
| 2007年（平成19年） | 88,449   | 20,888     | [ 東京都統計 55 ] |
| 2008年（平成20年） | 88,258   | 21,658     | [ 東京都統計 56 ] |
| 2009年（平成21年） | 87,458   | 21,607     | [ 東京都統計 57 ] |
| 2010年（平成22年） | 83,952   | 20,800     | [ 東京都統計 58 ] |
| 2011年（平成23年） | 82,133   | 20,176     | [ 東京都統計 59 ] |
| 2012年（平成24年） | 83,706   | 21,264     | [ 東京都統計 60 ] |
| 2013年（平成25年） | 85,320   | 21,903     | [ 東京都統計 61 ] |
| 2014年（平成26年） | 83,263   | 22,084     | [ 東京都統計 62 ] |
| 2015年（平成27年） | 82,879   | 22,605     | [ 東京都統計 63 ] |
| 2016年（平成28年） | 83,351   | 23,064     | [ 東京都統計 64 ] |
| 2017年（平成29年） | 83,531   | 23,723     | [ 東京都統計 65 ] |
| 2018年（平成30年） | 83,358   | 23,884     | [ 東京都統計 66 ] |
| 2019年（令和元年） | 81,623   |            |                   |

備註
1. ↑  1906年9月24日開業。

## 車站周邊
- 日本大學（東口白山通（日语：白山通り）側法學部、經濟學部）

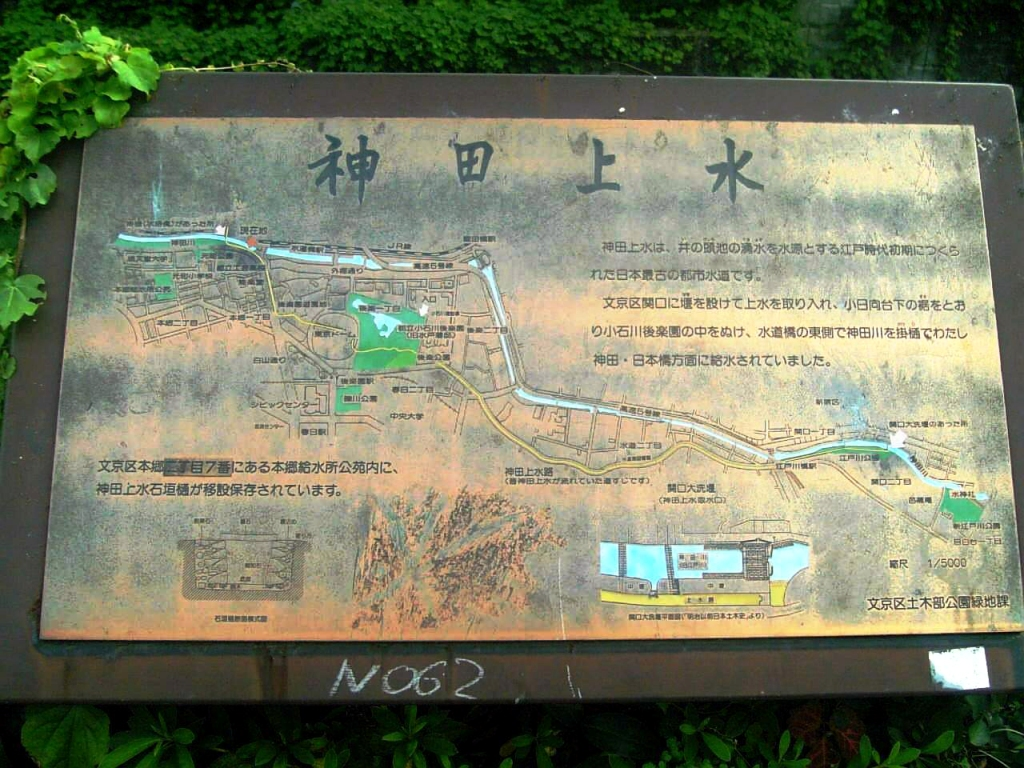
水道橋站附近的神田上水碑文

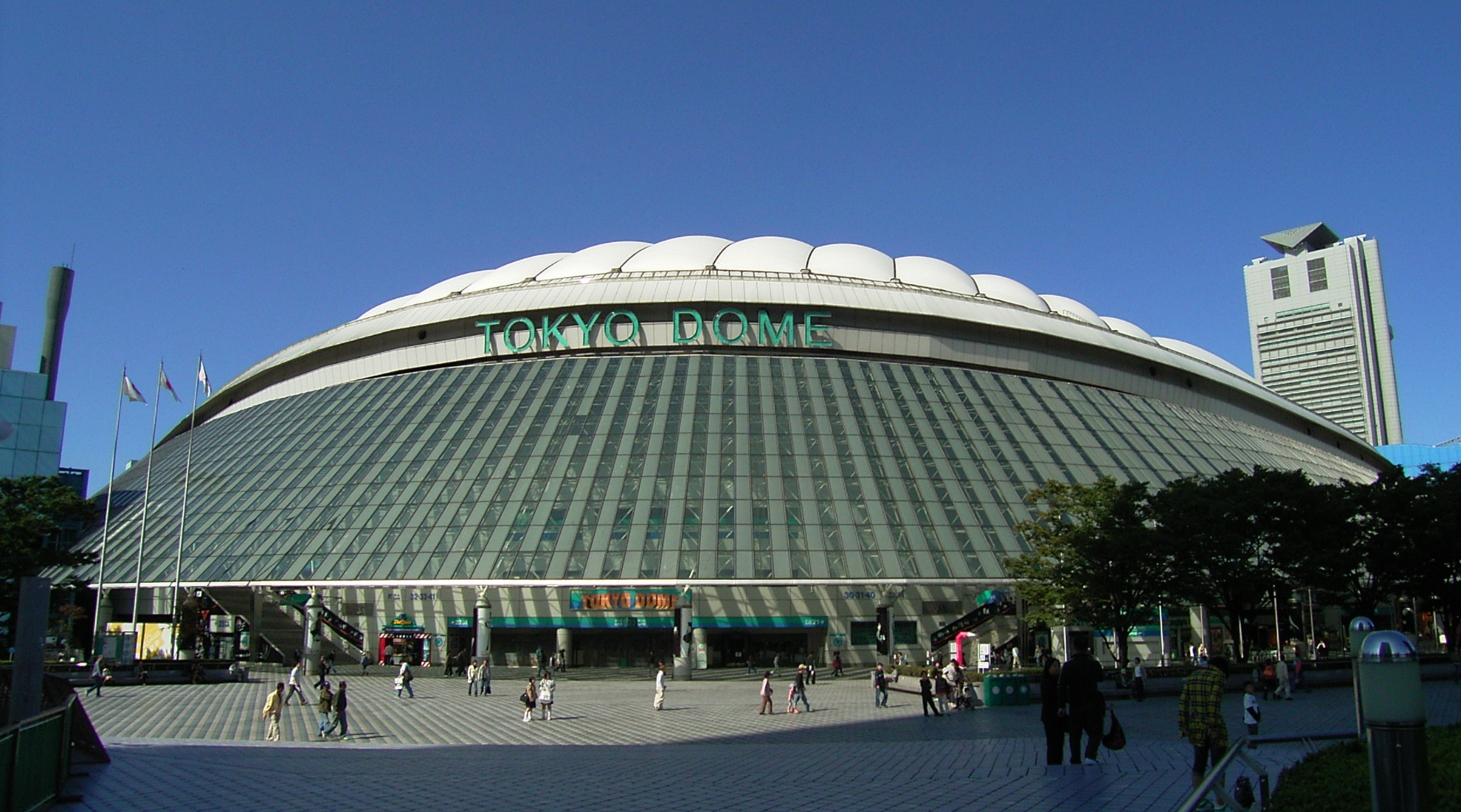
東京巨蛋

- 駿河台大學御茶之水校區（東口沿線法科大學院）
- 專修大學神田校區（西口專大通側）
- 中央大學後樂園校區
- 東洋學園大學（日语：東洋学園大学）本鄉校區
- 東京動畫師學院（日语：東京アニメーター学院）（西口方向）
- LEC東京法律思維大學（日语：LEC東京リーガルマインド大学）千代田校區（LEC大學）（東口白山通側）
- 東京齒科大學（日语：東京歯科大学）水道橋醫院
- 東京齒科大學短期大學（日语：東京歯科大学短期大学）：2017年度開校。
- 研數學館（日语：研数学館）（本館、B館）
- TAC (預備校)（日语：TAC (予備校)）
- 大原學園（日语：学校法人大原学園）（大原大學院大學、大原簿記學校等）
- 櫻蔭中學校、高等學校
- 東京都立工藝高等學校（日语：東京都立工芸高等学校）
- 東京都教職員研修中心
- 東京都東部學校經營支援中心
- 東京都教育相談中心
- 昭和第一高等學校（日语：昭和第一高等学校）（通稱：SDH）
- 東洋高等學校（日语：東洋高等学校）
- 神田女學園中學校、高等學校（日语：神田女学園中学校・高等学校）
- 東京巨蛋城
  - 東京巨蛋
  - 東京巨蛋飯店
  - 東京巨蛋城遊樂園（日语：東京ドームシティアトラクションズ）
  - LaQua（日语：ラクーア）
  - 後樂園表演廳（日语：後楽園ホール）
  - JUMP SHOP（日语：ジャンプショップ）東京店
  - MEETS PORT
    - TOKYO DOME CITY HALL

  - WINS後樂園（日语：ウインズ後楽園）
  - offt後樂園（日语：offt後楽園）
- 神田川
- 神田上水（日语：神田上水）
  - 水道橋（日语：水道橋 (神田川)）（站名由來）
- 小石川後樂園
- 東京都道405號外濠環狀線（外堀通）
- 東京都道301號白山祝田田町線（白山通）
- 神田古書店街（東口）
- 大都會東京城飯店（日语：ホテルメトロポリタンエドモント）
- 東京工作中心（日语：東京しごとセンター）
- 東京都戰死者靈苑（日语：東京都戦没者霊苑）
- 小石川大神宮（日语：小石川大神宮）
- 東京都水道歷史館（日语：東京都水道歴史館）
- 全遞會館
- 文京後樂郵便局
- 西神田郵便局
- 鶴屋產業、紀州鐵道本社
- 芳文社
- 東京地下鐵後樂園站（丸之內線、南北線）
- 都營地下鐵春日站（三田線、大江戶線）
- 豐田自動車東京本社

## 巴士路線

### 路線巴士
水道橋站前
- 都02乙：往池袋站東口/往一橋（都營巴士）

- 都02乙系統本站往返一橋的班次在平日僅3班，週六僅2班，皆在早晨運行，其他班次都停靠LaQua附近的東京巨蛋城。

- 千代田區地域福祉交通「風車」：富士見、神保町線：往千代田區役所（日立自動車交通）

東京巨蛋飯店、MEETS PORT（水道橋北詰）
- 春日站、白山站、千石站、千駄木站方向（循環）（文京區社區巴士「Bーぐる」）

### 高速巴士
東京巨蛋飯店
- 池袋、新宿、秋葉原線：往前橋巴士中心/往秋葉原站東口（日本中央巴士（日语：日本中央バス））
- 岩手絆號：往盛岡站、厨川站、八幡平站、久慈站方向/往田町站東口、芝浦車庫（FUJIEXPRESS（日语：フジエクスプレス）、岩手縣北自動車（日语：岩手県北自動車））
- 機場接駁巴士：羽田機場/成田機場（東京空港交通）

## 相鄰車站
東日本旅客鐵道
 中央·總武線（各站停車）
御茶之水（JB 18）－水道橋（JB 17）－飯田橋（JB 16）
 都營地下鐵
 三田線
神保町（I 10）－水道橋（I 11）－春日（I 12）

### 來源
JR、地下鐵1日平均使用人數
1. ↑  各駅の乗車人員 的存檔，存档日期2001-05-06. - JR東日本
2. ↑  各駅乗降人員一覧 （页面存档备份，存于） - 東京都交通局

JR東日本1999年度以後上車人次
1. ↑  各駅の乗車人員（1999年度） （页面存档备份，存于） - JR東日本
2. ↑  各駅の乗車人員（2000年度） 的存檔，存档日期2014-10-09. - JR東日本
3. ↑  各駅の乗車人員（2001年度） （页面存档备份，存于） - JR東日本
4. ↑  各駅の乗車人員（2002年度） （页面存档备份，存于） - JR東日本
5. ↑  各駅の乗車人員（2003年度） （页面存档备份，存于） - JR東日本
6. ↑  各駅の乗車人員（2004年度） （页面存档备份，存于） - JR東日本
7. ↑  各駅の乗車人員（2005年度） 的存檔，存档日期2014-10-09. - JR東日本
8. ↑  各駅の乗車人員（2006年度） （页面存档备份，存于） - JR東日本
9. ↑  各駅の乗車人員（2007年度） （页面存档备份，存于） - JR東日本
10. ↑  各駅の乗車人員（2008年度） （页面存档备份，存于） - JR東日本
11. ↑  各駅の乗車人員（2009年度） （页面存档备份，存于） - JR東日本
12. ↑  各駅の乗車人員（2010年度） 的存檔，存档日期2014-10-06. - JR東日本
13. ↑  各駅の乗車人員（2011年度） 的存檔，存档日期2014-10-08. - JR東日本
14. ↑  各駅の乗車人員（2012年度） 的存檔，存档日期2014-10-07. - JR東日本
15. ↑  各駅の乗車人員（2013年度） （页面存档备份，存于） - JR東日本
16. ↑  各駅の乗車人員（2014年度） （页面存档备份，存于） - JR東日本
17. ↑  各駅の乗車人員（2015年度） （页面存档备份，存于） - JR東日本
18. ↑  各駅の乗車人員（2016年度） （页面存档备份，存于） - JR東日本
19. ↑  各駅の乗車人員（2017年度） （页面存档备份，存于） - JR東日本
20. ↑  各駅の乗車人員（2018年度） （页面存档备份，存于） - JR東日本
21. ↑  各駅の乗車人員（2019年度） （页面存档备份，存于） - JR東日本

JR、地下鐵統計資料
1. ↑  レポート （页面存档备份，存于） - 関東交通広告協議会
2. 1 2 3  文京の統計 （页面存档备份，存于） - 文京区
3. ↑  行政基礎資料集 （页面存档备份，存于） - 千代田区

東京府統計書
1. ↑  .   [2019-02-10]. （原始内容存档于2019-02-21）.
2. ↑  .   [2019-02-10]. （原始内容存档于2019-02-21）.
3. ↑  .   [2019-02-10]. （原始内容存档于2019-02-21）.
4. ↑  .   [2019-02-10]. （原始内容存档于2019-02-21）.
5. ↑  .   [2019-02-10]. （原始内容存档于2019-02-21）.
6. ↑  .   [2019-02-10]. （原始内容存档于2019-02-21）.
7. ↑  .   [2019-02-10]. （原始内容存档于2019-02-21）.
8. ↑  .   [2019-02-10]. （原始内容存档于2019-02-21）.
9. ↑  .   [2019-02-10]. （原始内容存档于2019-02-21）.
10. ↑  .   [2019-02-10]. （原始内容存档于2021-12-16）.
11. ↑  .   [2019-02-10]. （原始内容存档于2021-12-16）.
12. ↑  .   [2019-02-10]. （原始内容存档于2019-02-21）.
13. ↑  .   [2019-02-10]. （原始内容存档于2019-02-21）.
14. ↑  .   [2019-02-10]. （原始内容存档于2019-02-21）.
15. ↑  .   [2019-02-10]. （原始内容存档于2019-02-21）.
16. ↑  .   [2019-02-10]. （原始内容存档于2019-02-21）.
17. ↑  .   [2019-02-10]. （原始内容存档于2019-02-20）.
18. ↑  .   [2019-02-10]. （原始内容存档于2019-02-20）.
19. ↑  .   [2019-02-10]. （原始内容存档于2019-02-20）.
20. ↑  .   [2019-02-10]. （原始内容存档于2019-02-20）.
21. ↑  .   [2019-02-10]. （原始内容存档于2019-02-20）.
22. ↑  .   [2019-02-10]. （原始内容存档于2019-02-20）.
23. ↑  .   [2019-02-10]. （原始内容存档于2019-02-19）.
24. ↑  .   [2019-02-10]. （原始内容存档于2019-02-19）.
25. ↑  .   [2019-02-10]. （原始内容存档于2019-02-19）.

東京都統計年鑑
1. ↑  昭和28年PDF - 11ページ
2. ↑  昭和29年PDF - 9ページ
3. ↑  昭和30年PDF - 9ページ
4. ↑  昭和31年PDF - 9ページ
5. ↑  昭和32年PDF - 9ページ
6. ↑  昭和33年PDF - 9ページ
7. ↑  .   [2017-06-04]. （原始内容存档于2016-03-05）.
8. ↑  .   [2017-06-04]. （原始内容存档于2016-03-05）.
9. ↑  .   [2017-06-04]. （原始内容存档于2015-06-29）.
10. ↑  .   [2017-06-04]. （原始内容存档于2015-06-29）.
11. ↑  .   [2017-06-04]. （原始内容存档于2015-06-29）.
12. ↑  .   [2017-06-04]. （原始内容存档于2015-06-29）.
13. ↑  .   [2017-06-04]. （原始内容存档于2016-03-05）.
14. ↑  .   [2017-06-04]. （原始内容存档于2016-03-05）.
15. ↑  .   [2017-06-04]. （原始内容存档于2016-03-05）.
16. ↑  .   [2017-06-04]. （原始内容存档于2016-03-05）.
17. ↑  .   [2017-06-04]. （原始内容存档于2016-03-05）.
18. ↑  .   [2017-06-04]. （原始内容存档于2016-03-05）.
19. ↑  .   [2017-06-04]. （原始内容存档于2015-06-29）.
20. ↑  .   [2017-06-04]. （原始内容存档于2015-06-29）.
21. ↑  .   [2017-06-04]. （原始内容存档于2015-06-29）.
22. ↑  .   [2017-06-04]. （原始内容存档于2016-03-05）.
23. ↑  .   [2017-06-04]. （原始内容存档于2016-06-02）.
24. ↑  .   [2017-06-04]. （原始内容存档于2015-06-29）.
25. ↑  .   [2017-06-04]. （原始内容存档于2016-03-05）.
26. ↑  .   [2017-06-04]. （原始内容存档于2015-06-29）.
27. ↑  .   [2017-06-04]. （原始内容存档于2016-03-05）.
28. ↑  .   [2017-06-04]. （原始内容存档于2016-03-05）.
29. ↑  .   [2017-06-04]. （原始内容存档于2016-03-05）.
30. ↑  .   [2017-06-04]. （原始内容存档于2015-06-29）.
31. ↑  .   [2017-06-04]. （原始内容存档于2015-06-29）.
32. ↑  .   [2017-06-04]. （原始内容存档于2015-06-29）.
33. ↑  .   [2017-06-04]. （原始内容存档于2016-03-05）.
34. ↑  .   [2017-06-04]. （原始内容存档于2016-03-05）.
35. ↑  .   [2017-06-04]. （原始内容存档于2015-06-29）.
36. ↑  .   [2017-06-04]. （原始内容存档于2016-03-05）.
37. ↑  .   [2017-06-04]. （原始内容存档于2016-03-05）.
38. ↑  .   [2017-06-04]. （原始内容存档于2016-03-05）.
39. ↑  .   [2017-06-04]. （原始内容存档于2016-03-05）.
40. ↑  平成4年
41. ↑  平成5年
42. ↑  平成6年
43. ↑  平成7年
44. ↑  平成8年
45. ↑  .   [2017-06-04]. （原始内容存档于2016-03-04）.
46. ↑  平成10年PDF
47. ↑  平成11年PDF
48. ↑  .   [2017-06-04]. （原始内容存档于2016-03-04）.
49. ↑  .   [2017-06-04]. （原始内容存档于2016-03-04）.
50. ↑  .   [2017-06-04]. （原始内容存档于2017-07-29）.
51. ↑  .   [2017-06-04]. （原始内容存档于2017-07-29）.
52. ↑  .   [2017-06-04]. （原始内容存档于2017-07-29）.
53. ↑  .   [2017-06-04]. （原始内容存档于2017-07-29）.
54. ↑  .   [2017-06-04]. （原始内容存档于2017-07-29）.
55. ↑  .   [2017-06-04]. （原始内容存档于2017-07-29）.
56. ↑  .   [2017-06-04]. （原始内容存档于2017-07-29）.
57. ↑  .   [2017-06-04]. （原始内容存档于2016-03-26）.
58. ↑  .   [2017-06-04]. （原始内容存档于2016-03-27）.
59. ↑  .   [2017-06-04]. （原始内容存档于2016-03-25）.
60. ↑  .   [2017-06-04]. （原始内容存档于2016-03-27）.
61. ↑  .   [2017-06-04]. （原始内容存档于2016-03-22）.
62. ↑  .   [2017-06-04]. （原始内容存档于2017-07-30）.
63. ↑  .   [2019-02-10]. （原始内容存档于2018-11-09）.
64. ↑  .   [2019-02-10]. （原始内容存档于2019-05-02）.
65. ↑  .   [2020-07-29]. （原始内容存档于2019-12-03）.
66. ↑  .   [2020-07-29]. （原始内容存档于2020-08-04）.

## 外部連結
- 車站資訊（水道橋）：東日本旅客鐵道
- 水道橋 - 東京都交通局